# 1973 год в спорте
Список 1973 год в спорте описывает спортивные события, произошедшие в 1973 году.

## СССР
- Чемпионат СССР по боксу 1973;
- Чемпионат СССР по вольной борьбе 1973;
- Чемпионат СССР по классической борьбе 1973;
- Чемпионат СССР по лёгкой атлетике 1973;
- Чемпионат СССР по самбо 1973;
- Чемпионат СССР по русским шашкам 1973;
- Чемпионат СССР по хоккею с мячом 1972/1973;
- Создан баскетбольный клуб «Сибирьтелеком-Локомотив»;

### Волейбол
- Чемпионат СССР по волейболу среди женщин 1973;
- Чемпионат СССР по волейболу среди мужчин 1973;

### Футбол
- Чемпионат СССР по футболу 1973;
- Созданы клубы:
  - «Космос» (Павлоград);
  - «Смена» (Москва);
- Расформирован клуб «Пилот»;

### Хоккей с шайбой
- Чемпионат СССР по хоккею с шайбой 1972/1973;
- Чемпионат СССР по хоккею с шайбой 1973/1974;
- Создан клуб «Химик-СКА»;

### Шахматы
- Командный чемпионат СССР по шахматной композиции 1972/1973;
- Личный чемпионат СССР по шахматной композиции 1973;
- Чемпионат СССР по шахматам 1973;

## Международные события
- Летняя Универсиада 1973;
- Чемпионат Европы по баскетболу 1973;
- Чемпионат Европы по боксу 1973;
- Чемпионат Европы по спортивной гимнастике 1973 (женщины);
- Чемпионат Европы по фигурному катанию 1973;

### Чемпионаты мира
- Чемпионат мира по биатлону 1973;
- Чемпионат мира по гандболу среди женщин 1973;
- Чемпионат мира по конькобежному спорту в классическом многоборье 1973;
- Чемпионат мира по конькобежному спорту в классическом многоборье среди женщин 1973;
- Чемпионат мира по международным шашкам среди женщин 1973;
- Чемпионат мира по снукеру 1973;
- Чемпионат мира по фигурному катанию 1973;
- Чемпионат мира по хоккею с мячом 1973;
- Чемпионат мира по художественной гимнастике 1973;
- Чемпионат мира по самбо 1973;
- Чемпионат мира по Борьбе 1973;

### Баскетбол
- Кубок чемпионов ФИБА 1972/1973;
- Кубок чемпионов ФИБА 1973/1974;

### Волейбол
- Кубок мира по волейболу среди женщин 1973;
- Чемпионат Северной, Центральной Америки и Карибского бассейна по волейболу среди женщин 1973;
- Чемпионат Северной, Центральной Америки и Карибского бассейна по волейболу среди мужчин 1973;
- Чемпионат Южной Америки по волейболу среди женщин 1973;
- Чемпионат Южной Америки по волейболу среди мужчин 1973;

### Футбол
- Матчи сборной СССР по футболу 1973;
- Кубок европейских чемпионов 1972/1973;
- Кубок европейских чемпионов 1973/1974;
- Кубок Либертадорес 1973;
- Кубок обладателей кубков УЕФА 1973/1974;
- Кубок чемпионов КОНКАКАФ 1973;
- Кубок обладателей кубков УЕФА 1972/1973;
- Кубок обладателей кубков УЕФА 1973/1974;
- Финал Кубка европейских чемпионов 1973;
- Финал Кубка обладателей кубков УЕФА 1973;
- Футбольные клубы СССР в еврокубках сезона 1972/1973;
- Футбольные клубы СССР в еврокубках сезона 1973/1974;

### Хоккей с шайбой
- Чемпионат мира по хоккею с шайбой 1973;

### Шахматы
- Вейк-ан-Зее 1973;
- Командный чемпионат Европы по шахматам 1973;
- Межзональный турнир по шахматам 1973 (Ленинград);
- Межзональный турнир по шахматам 1973 (Петрополис);

### Культуризм
- Мистер Олимпия 1973;

## Персоналии

### Родились
- 23 июля — Ирина Викторовна Родина, российская спортсменка, 11-кратная чемпионка мира по самбо, чемпионка Европы по дзюдо.
- 27 сентября — Станислав Алексеевич Поздняков, советский и российский фехтовальщик на саблях, четырёхкратный олимпийский чемпион, 10-кратный чемпион мира, 13-кратный чемпион Европы.
- 10 декабря — Ислам Хамзатович Мациев, российский дзюдоист.